# Sidiki Diakité (homme politique)
 (avril 2024).
Sidiki Diakité est homme politique ivoirien originaire de Seydougou au nord-ouest de la Côte d'Ivoire. Préfet de fonction, avec à son actif deux portefeuilles ministériels occupés au sein du gouvernement ivoirien, il décède le 23 octobre 2020,.

## Biographie

### Expérience professionnelle
Sidiki Diakité a été durant trois années (de 2007 à 2010) le préfet du département de Touba. Par la suite, il est nommé préfet de la région des Montagnes et du département de Man, coordonnateur du redéploiement du corps préfectoral dans l'Ouest ivoirien. Il est ensuite affecté à Abidjan le 2 mai 2011 pour devenir préfet de la région des Lagunes, préfet d'Abidjan jusqu'en juillet 2017, date de son entrée dans le gouvernement ivoirien. 

### Vie politique
Sidiki Diakité est nommé Ministre de l'intérieur et de la sécurité de Côte d'Ivoire le 19 Juillet 2017,.  Deux années plus tard, précisément le 4 septembre 2019, il est muté à la tête du ministère de l'administration du territoire et de la décentralisation. Poste qu'il occupera jusqu'à sa mort le 23 octobre 2020.

## Distinction
- 2020 : Commandeur de l’Ordre national à titre posthume[7]